# Musée d'Art contemporain d'Ibiza
Le Musée d'Art contemporain d'Ibiza (Museo de Arte Contemporáneo de Ibiza ; Museu d'Art Contemporani d'Eivissa - MACE) est un musée situé à Ibiza, dans les îles Baléares (Espagne) inauguré en 1964.

## Histoire
Après avoir été fermé pendant plus de 5 ans pour rénovation, le musée ouvre de nouveau ses portes le 27 avril 2012 avec l'exposition Cerámiques i Dibuxos sur Miquel Barceló et Barry Flanagan, ainsi qu'une sélection d'œuvres du fonds de la collection.

## Collection
La collection permanente du musée est une collection d'art contemporain faite dans les îles pendant les années 1960, avec des œuvres d'artistes de diverses provenances. Dans la salle principale de la collection permanente, l'intérêt particulier est une série d'œuvres d'artistes internationaux du Groupe Ibiza 59, vivant et travaillant à Ibiza dans les années 1950-1960 comme Erwin Bechtold, Erwin Broner, Hans Laabs, Katja Meirowsky, Bob Munford, Egon Neubauer, Antonio Ruiz, Carlos Sansegundo, Bertil Sjöberg et Heinz Trökes.
La collection permanente comprend également une intéressante collection d'affiches de la défunte galerie de Carl van der Voort, provenant du don  fait par ce dernier en 1997.